# TLN1
تالین ۱ (انگلیسی: TLN1) یک پروتئین است که در انسان توسط ژن «TLN1» کُدگذاری می‌شود.
تالین ۱ در همه‌جا بیان می‌شود و در ساختار کوستامر در ماهیچه‌های اسکلتی و قلبی و همچنین چسبندگی‌های کانونی در ماهیچه‌های صاف و سلول‌های غیرماهیچه‌ای حضور دارد.
این پروتئین در انسان ۲۷۰٫۰ وزن دارد و از ۲۵۴۱ اسید آمینه تشکیل شده‌است.
تالین ۱ میانجیِ چسبندگی سلولی از طریق پیوند دادنِ اینتگرین با اکتین در چارچوب یاخته و همچنین فعال‌سازی اینتگرین است.

## اهمیت بالینی
بیان ژنی تالین ۱ در مبتلایان به نارسایی قلب افزایش یافته‌است. با این حال، جهش در این ژن را تاکنون به هیچ بیماری خاصی نسبت نداده‌اند.

## تعامل‌ها
تالین ۱ با مولکول‌های زیر تعامل پروتئین-پروتئین دارد:
- CD61[۸][۹]
- اینتگرین بتا ۱[۱۰]
- پاکسیلین (پروتئین)[۱۱][۱۲][۱۳]
- PTK2[۱۴][۱۵]
- وینکولین[۱۶][۱۷][۱۸]

## برای مطالعهٔ بیشتر
- Luna EJ, Hitt AL (Nov 1992). "Cytoskeleton--plasma membrane interactions". Science. 258 (5084): 955–64. doi:10.1126/science.1439807. PMID 1439807.
- Nakajima D, Okazaki N, Yamakawa H, Kikuno R, Ohara O, Nagase T (Jun 2002). "Construction of expression-ready cDNA clones for KIAA genes: manual curation of 330 KIAA cDNA clones". DNA Research. 9 (3): 99–106. doi:10.1093/dnares/9.3.99. PMID 12168954.
- Critchley DR (Nov 2004). "Cytoskeletal proteins talin and vinculin in integrin-mediated adhesion". Biochemical Society Transactions. 32 (Pt 5): 831–6. doi:10.1042/BST0320831. PMID 15494027.